# Alte Burg (Bad Münstereifel)

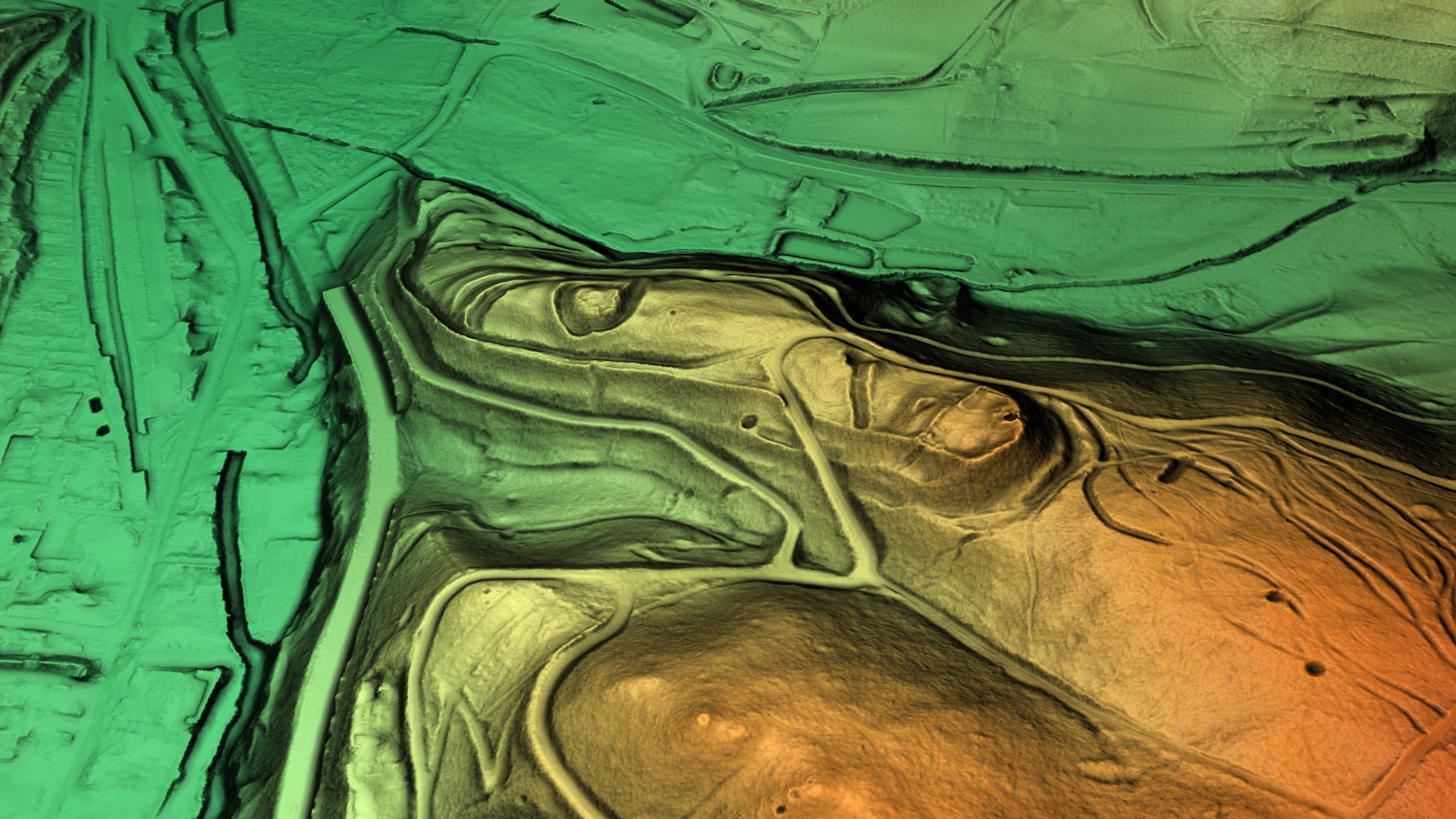
3D-Ansicht des digitalen Geländemodells

Die Alte Burg (auch Alte Burg im Quecken oder Alte Burg „am Quecken“) in Bad Münstereifel im Kreis Euskirchen in Nordrhein-Westfalen ist ein  Ringwall als Rest einer Befestigungsanlage aus karolingischer Zeit. Die Fliehburg diente der Bevölkerung als Rückzugsort und dem Schutz des Filialklosters der Abtei Prüm. Die Wehranlage aus dem 9. Jahrhundert  ist als Bodendenkmal unter Schutz gestellt.
Die Spornburganlage liegt nordöstlich des Stadtzentrums auf einem Bergsporn, dem zweiten Quecken, über dem Erfttal östlich der Bundesstraße 51 in 315 bis 363 Meter Höhe. Sie ist 300 m lang und 80 m breit, hinzu kommen die Vorwerke.
Die Anlage entstand in mindestens zwei Bauperioden. Im Nordosten befindet sich eine Motte.
Im höchstgelegenen Teil ist das Bruchstein-Fundament eines Rundturms erhalten. Darin soll im 19. Jahrhundert eine Silbermünze Ludwig des Frommen gefunden worden sein, die nicht erhalten ist. 1972 wurden Teile der Anlage archäologisch untersucht. Dabei wurden Scherben aus dem 9. Jahrhundert mit Rollrädchenverzierung entdeckt.